# Herman Jaenike

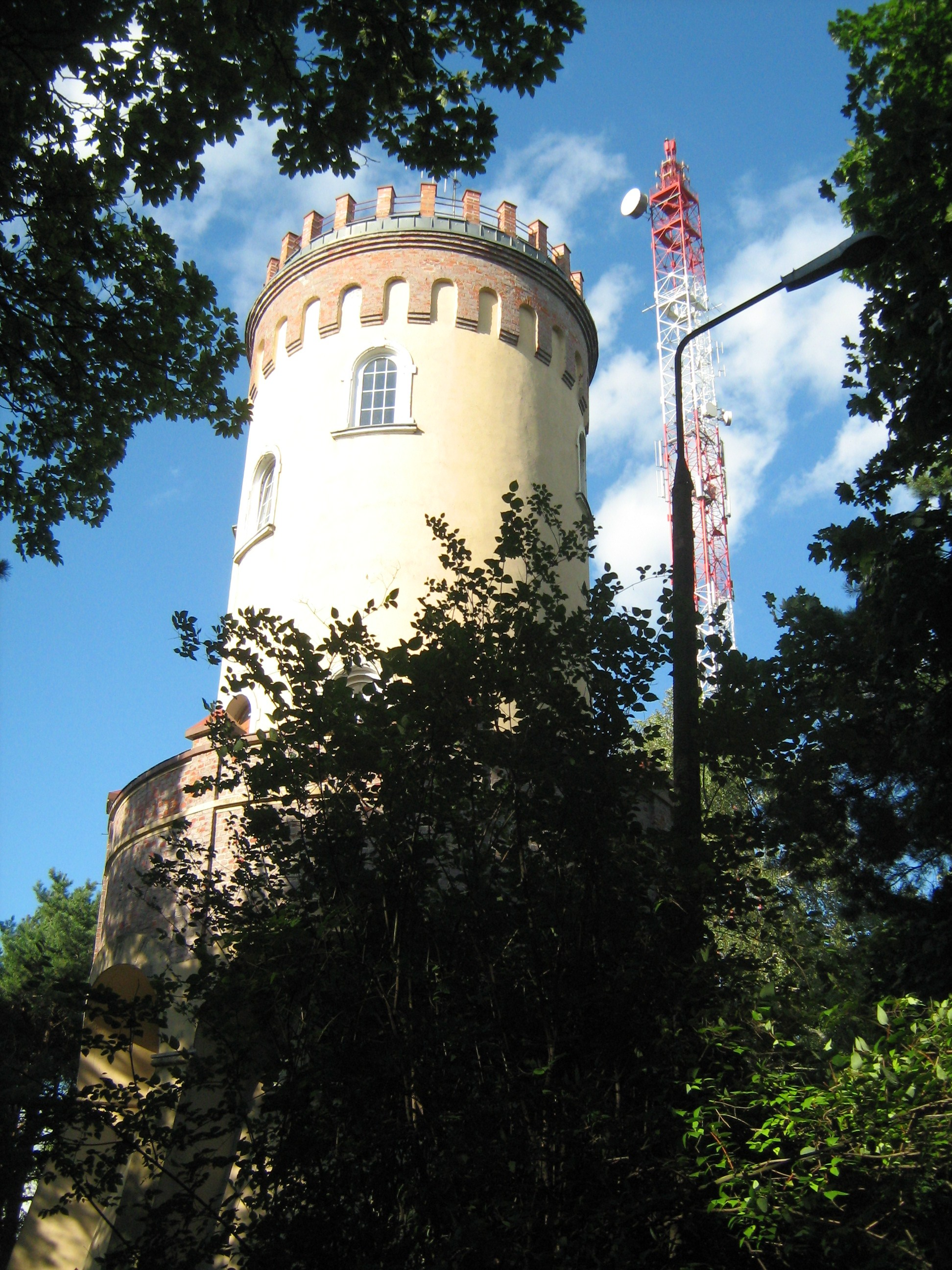
Wieża Bismarcka na Wzgórzu Jaenike w Mrągowie

Herman Jaenike – niemiecki działacz samorządowy, burmistrz Mrągowa na przełomie XIX i XX wieku.
Został burmistrzem pod koniec XIX wieku, za jego kadencji powstała w mieście gazownia (1889) oraz sieć kanalizacyjna i wodociągowa (1900). Przeprowadził estetyzację miasta, poza rozwojem infrastruktury miejskiej dbał o rozwój terenów zielonych. Z jego inicjatywy mieszkańcy społecznie utwardzili chodniki i nawierzchnie dróg, organizowano różne imprezy rozrywkowe i sportowe na skalę międzypowiatową. W 1903 zmarł Carl Eduard Pallasch (ur. 1856), który był jednym z najbogatszych mieszczan, przekazał on w spadku 20000 marek, za które zakupiono od Edwarda Klugkist-Seer las na północ od miasta. Z inicjatywy Hermana Jaenike stworzono tam park leśny (obecnie Park im. Juliusza Słowackiego) z restauracją "Kurhaus Waldheim", alejami spacerowymi, placami zabaw, strzelnica bractwa kurkowego, domem wypoczynkowym a także kąpieliskiem nad jeziorem Juno. Inicjatywy te sprawiły, że cieszył się wśród mieszkańców miasta ogromnym szacunkiem i zaufaniem. Zagospodarował położone w zachodniej części miasta wzniesienie na którym urządzono miejsca do wypoczynku. W 1902 zainicjował budowę Wieży Bismarcka, którą oddano do użytku w 1906 na najwyższym wzgórzu, które w latach 30. zostało nazwane jego nazwiskiem. Po zakończeniu I wojny światowej miała miejsce w całych Niemczech próba rewolucji, w Mrągowie powstała Rada Żołnierska, która zmusiła burmistrza Hermana Jaenike i starostę Georga von Schwerin do ustąpienia ze stanowisk.